# درابة عربية
درابة عربية (الاسم العلمي: Draba araboides) هي نوع من النباتات تتبع جنس الدرابة من الفصيلة الكرنبية.